# Ункенбах
Ункенбах (њем. Unkenbach) општина је у њемачкој савезној држави Рајна-Палатинат. Једно је од 81 општинског средишта округа Донерсберг. Према процјени из 2010. у општини је живјело 234 становника. Посједује регионалну шифру (AGS) 7333078.

## Географски и демографски подаци
Ункенбах се налази у савезној држави Рајна-Палатинат у округу Донерсберг. Општина се налази на надморској висини од 229 метара. Површина општине износи 5,1 km². У самом мјесту је, према процјени из 2010. године, живјело 234 становника. Просјечна густина становништва износи 46 становника/km².